# Gooseneck

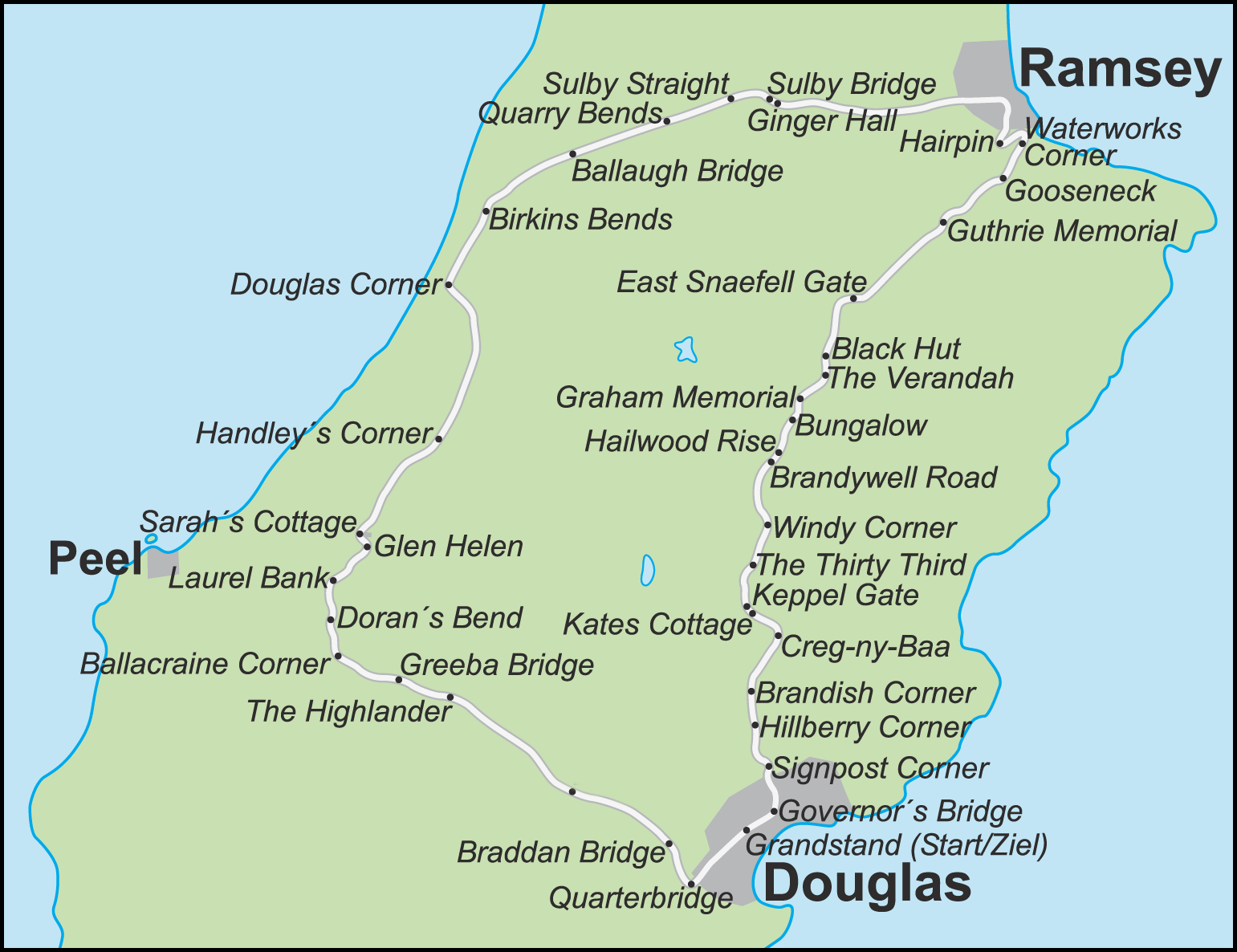
De Gooseneck ligt in het noordoosten van het eiland Man onder Ramsey

Gooseneck (Manx: Roan - the reddish land) is een bocht in de A18 Mountain Road tussen Ramsey en Douglas op de splitsing met de D28 richting Hibernia. Hij ligt in de Civil parish Maughold.

## Isle of Man TT en Manx Grand Prix
De Gooseneck is een herkenningspunt tussen de 25e en 26e mijlpaal in de Snaefell Mountain Course, het stratencircuit van de Isle of Man TT en de Manx Grand Prix. Gooseneck maakte ook al deel uit van de Highroads Course en de Four Inch Course die gebruikt werden voor de Gordon Bennett Trial en de RAC Tourist Trophy van 1904 tot 1922.
In de beginjaren van de TT van Man was de A18 nog onverhard en de motorfietsen hadden erg weinig vermogen. Daarom was de snelheid bij de Gooseneck nog erg laag. Zo laag, dat de winnaar van de Senior TT van 1914 Cyril Pullin het "moeizame stapvoets geploeter" haatte. Geoff Davison moest zelfs in 1922 nog meestappen om zijn 211 cc Levis vooruit te krijgen. In 1923 werd er gewerkt aan de Gooseneck om het wegdek te verbeteren, maar het was nog steeds een macadamweg. Men verwachtte het nog te verbeteren met een stoomwals, als er tenminste een paar flinke regenbuien zouden komen. In 1939 werd de weg, inmiddels geasfalteerd, breder gemaakt en er werd enige verkanting aangebracht. Dit maakte de bocht een stuk sneller, maar niet alle rijders vinden dit prettig. Charlie Williams vond het gevaar om de bocht te onderschatten groot en Steve Hislop had er zelfs een hekel aan omdat er vaak gelekte olie en brandstof van het normale verkeer in de binnenbocht bleef liggen. Hij liet zijn motorfiets bij het uitaccelereren helemaal naar buiten rollen, vlak langs het publiek. Hij wist dat dit het enthousiasme van de toeschouwers opwekte, en dat deed Graeme Crosby door steeds een wheelie vlak voor het publiek te maken. Vanaf 2007 vond de organisatie het te gevaarlijk worden en sindsdien zit het publiek hoger op het talud en dus verder van de baan. Voor het publiek is de Gooseneck ook tijdens de races te bereiken via weg van Maughold naar Laxey en de D28 vanuit het gehucht Hibernia. Parkeermogelijkheid is er echter niet.

## Voorvallen bij Gooseneck
- 1955: De Schot James Watson Davie verongelukte tijdens de training voor de Manx Grand Prix met een AJS.
- 1994: Rob Mitchell, ook een Schot, verongelukte tijdens de training van de TT met een 600 cc Honda.

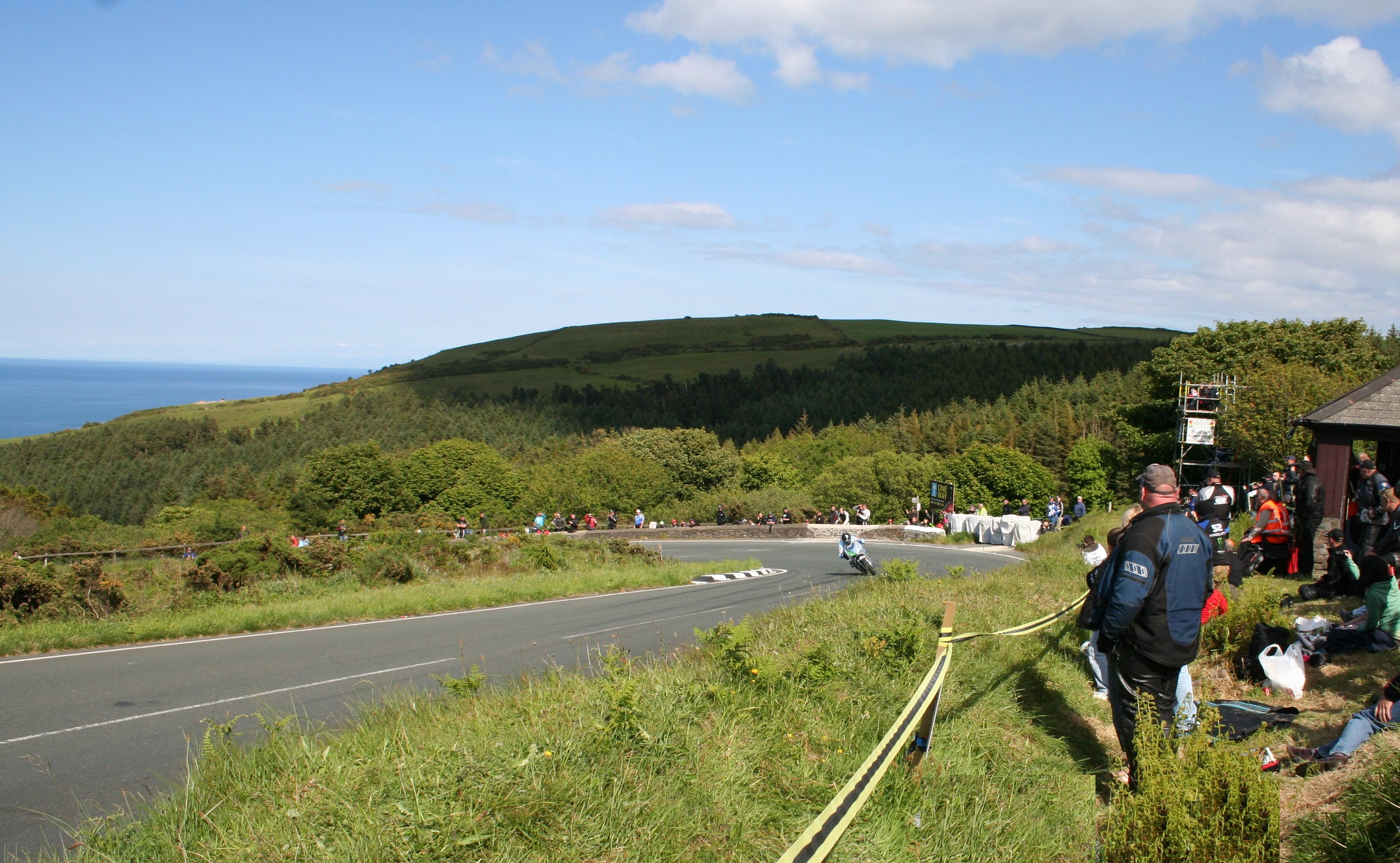
De Gooseneck met de North Barrule op de achtergrond
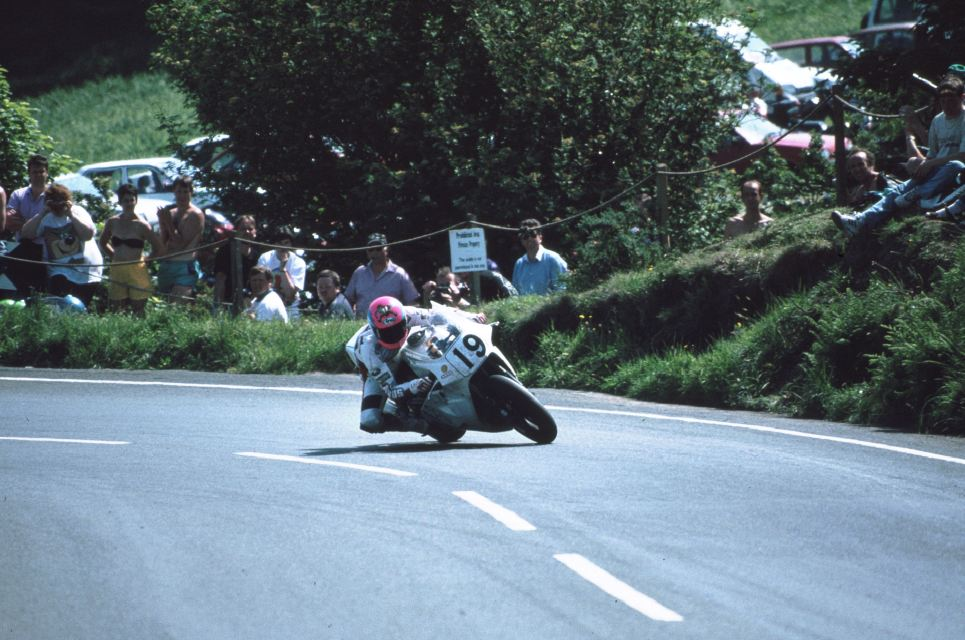
Steve Hislop in de Gooseneck in 1992

## Trivia
De uitgang van de Gooseneck is voor een aantal coureurs de plaats om teamleden neer te zetten om signalen omtrent hun positie te geven. Joey Dunlop zei zelfs dat hij tijdens een ronde slechts één keer zijn hoofd boven het ruitje stak en dat was hier, waar zijn team klaar stond met de signaalborden. Dat team verdreef de kou soms met sterke drank, en het is meer dan eens voorgekomen dat Joey zijn bord ondersteboven moest lezen. Voor Mick Grant stond zijn echtgenote Carol soms bij de Gooseneck. Als het erg slecht ging liet ze het bord liggen en gaf ze een teken door duim en wijsvinger tegen elkaar te wrijven. Mick begreep dan dat hij gas moest geven, omdat ze het prijzengeld nodig hadden.
(Markante punten in cursief zijn onofficiële punten of worden alleen gebruikt binnen Marshal Sectors)
1e mijl:
TT Grandstand ·
Nobles Park ·
St Ninian's Crossroads ·
Bray Hill ·
Ago's Leap ·
Quarterbridge Road ·
1st Milestone ·
2e mijl:
Wal Handley Memorial Seat ·
Quarterbridge ·
Port-y-Chee Meadow ·
Braddan Bridge ·
Jubilee Oak ·
Braddan Bridge House ·
Braddan Depot ·
Snugborough (Cronk Dhoo) ·
2nd Milestone ·
3e mijl:
Union Mills (Mullen Dhoo, Mwyllin Dhoo Aah, Mullin Doway) ·
Railway Inn ·
Ballahutchin Hill (Elm Bank Hill) ·
3rd Milestone ·
4e mijl:
Ballafreer ·
Glenlough ·
Ballagarey Corner ·
Glen Vine (Glen Darragh) ·
Ballabeg ·
4th Milestone ·
5e mijl:
Crosby ·
Crosby Left (Vicarage Corner) ·
Crosby Cross-Roads ·
5th Milestone ·
6e mijl:
Crosby Hill (Ballaglonney Hill of Halfway Hill) ·
Halfway House (The Waggon & Horses) ·
St Trinian's ·
The Highlander ·
Greeba Verandah ·
Pear Tree Cottage ·
Greeba Castle ·
6th Milestone ·
7e mijl:
Appledene (Shimmin's Corner) ·
Central Valley (Greeba Gap) ·
Greeba Bridge ·
The Hawthorn ·
Knock Breck ·
Gorse Lea ·
7th Milestone ·
8e mijl:
Ballagarraghyn ·
Ballacraine ·
Ballaspur ·
Ballig ·
8th Milestone ·
9e mijl:
Ballig Bridge ·
Doran's Bend ·
Laurel Bank ·
9th Milestone ·
10e mijl
Glen Moar Mill ·
Black Dub ·
Quarter-Distance Marker ·
The Vaish ·
Glen Helen (Glen Rhenass) ·
Sarah's Cottage ·
Creg Willey's Hill ·
10th Milestone ·
11e mijl:
Lambfell Beg ·
Lambfell (Moar) Cottage ·
Cronk-y-Voddy (Cronk-y-Voddy Straight) ·
Cronk-y-Voddy Cross Roads ·
Molyneux's ·
Cronk Bane Farm ·
11th Milestone ·
12e mijl:
Drinkwater's Bend ·
Handley's Corner (Cronk-y-Fedjag, Ballamenagh) ·
12th Milestone ·
13e mijl:
McGuinness's (Shoughlaigue Bridge) ·
Ballaskyr ·
Barregarrow Cross Roads (Cronk Aashen) ·
Barregarrow ·
Little Bray ·
Barregarrow Bottom ·
Cammal Farm ·
Cronk Urleigh ·
13th Milestone ·
14e mijl:
Ballalonna Bridge ·
Westwood Corner ·
Ballakinnag ·
14th Milestone ·
15e mijl:
Douglas Road Corner ·
Glen Wyllin Corner ·
The Mitre ·
Dave Saville Memorial Seat ·
Kirk Michael ·
The White House ·
15th Milestone ·
16e mijl:
Birkin's Bend ·
Rhencullen ·
Bishopscourt ·
Bishopscourt Farm Bends ·
Bishopscourt Straight ·
Orrisdale North ·
16th Milestone ·
17e mijl:
Dub Cottage (Bishop's Dub) ·
Alpine Cottage ·
Balla Cobb ·
17th Milestone ·
18e mijl:
Ballaugh Bridge ·
Ballaugh ·
Gwen's ·
Ballacrye Corner ·
Ballacrye ·
18th Milestone ·
19e mijl:
Quarry Bends ·
Ballavolley ·
Wildlife Park ·
Sulby Straight ·
Half-distance Marker ·
19th Milestone ·
20e mijl:
Sulby ·
Sulby Glen Hotel ·
Sulby Crossroads ·
Sulby Bridge ·
20th Milestone ·
21e mijl:
Ginger Hall ·
Kerrowmoar ·
21st Milestone ·
22e mijl:
Glen Duff ·
Glentramman ·
Temple Corner (Water Through Corner) ·
Glentramman Loop Road ·
Churchtown ·
Caravan ·
22nd Milestone ·
23e mijl:
Lezayre War Memorial ·
Ballakillingan ·
Conker Fields ·
K-tree ·
Sky Hill ·
Milntown Cottage (Pinfold Cottage) ·
Milntown Bridge (Glen Auldyn Bridge) ·
Milntown ·
Gardener's Lane ·
23rd Milestone ·
24e mijl:
Lezayre Road ·
School House Corner (Crossags, Russel's Corner) ·
Parliament Square ·
Queen's Pier Road ·
Ramsey Depot ·
Cruickshanks Corner ·
May Hill ·
24th Milestone ·
25e mijl:
Whitegates ·
Stella Maris ·
Ramsey Hairpin ·
Little Gooseneck ·
Water Works Corner ·
Ballure Reservoir ·
Mountain Section ·
Tower Bends ·
25th Milestone ·
26e mijl:
Gooseneck ·
Joey's (26th Milestone) ·
27e mijl:
Guthrie's Memorial ·
The Cutting ·
27th Milestone ·
28e mijl:
Milligan's Bridge ·
Mountain Mile ·
28th Milestone ·
29e mijl:
Three-Quarter distance marker ·
Mountain Box (East Mountain Gate, East Snaefell Gate) ·
29th Milestone ·
30e mijl:
Casey's (Rice's Corner, George's Folly) ·
Black Hut (Stonebreakers Hut, Shepherd's Hut) ·
John Smyth Memorial Shelter ·
Verandah ·
30th Milestone ·
31e mijl:
Bungalow Bridge ·
Stonebridge ·
Les Graham Memorial ·
Bungalow Bends ·
McIntyre Box ·
Murray's Museum ·
Joey Dunlop Memorial ·
The Bungalow ·
31st Milestone ·
32e mijl:
Hailwood's Rise ·
Hailwood's Height ·
Brandywell (West Mountain Gate, Beinn-y-Phott Gate, Bungalow Gate) ·
Duke's (32nd Milestone) ·
33e mijl:
Windy Corner (Nobles Corner) ·
Nobles Park Road ·
Slieu Lhost Quarry ·
Thirty-Third (33rd Milestone) ·
34e mijl:
Keppel Gate (Clarke's Corner) ·
Kate's Cottage (Shepherd's House) ·
34th Milestone ·
35e mijl:
Creg-ny-Baa (the Keppel Hotel) ·
Gob-ny-Geay (Sunny Orchard) ·
35th Milestone ·
36e mijl:
Brandish Corner (Telegraph Hill, O'Donnell's en Upper Hillberry Corner) ·
Hillberry Corner ·
36th Milestone ·
37e mijl:
Glen Dhoo Farm ·
Hillberry Road ·
Cronk-ny-Mona ·
Johnny Watterson's Lane ·
Signpost Corner ·
Bedstead Corner ·
The Nook ·
37th Milestone ·
38e mijl:
Bemahague ·
Governor's Bridge ·
Governor's Dip ·
Glencrutchery Road ·
38th Milestone